# Camarès
Camarès település Franciaországban, Aveyron megyében. Lakosainak száma 1028 fő (2022. január 1.). Camarès Brusque, Fayet, Gissac, Montlaur, Peux-et-Couffouleux, Mounes-Prohencoux és Sylvanès községekkel határos.

## Népesség
A település népessége az elmúlt években az alábbi módon változott:
| Lakosok száma | 1253 | 1258 | 1127 | 983  | 986  | 1000 | 1038 | 1028 | 1025 | 1028 |
|               | 1968 | 1982 | 1990 | 2006 | 2013 | 2015 | 2017 | 2019 | 2020 | 2022 |